# Loening M-8
Loening M-8 là một mẫu máy bay tiêm kích của Hoa Kỳ, do Grover Loening thiết kế, công ty Loening Aeronautical Engineering chế tạo.

## Biến thể
M-8
M-8-0
M-8-0
M-8-1
M-8-S

## Quốc gia sử dụng
Hoa Kỳ
Quân đoàn Không quân Lục quân Hoa Kỳ
- Hải quân Hoa Kỳ

## Tính năng kỹ chiến thuật (M-8-0)
Đặc điểm tổng quát
- Kíp lái: 2
- Chiều dài: 21 ft 6 in (6.55 m)
- Sải cánh: 35 ft 0 in (10.67 m)
- Trọng lượng có tải: 2068 lb (938 kg)
- Động cơ: 1 × Hispano-Suiza, 300 hp (224 kW)

Hiệu suất bay
- Vận tốc cực đại: 145 mph (233 km/h)

Vũ khí trang bị
- 2 Súng máy Lewis 0.3in (7,62mm)